# Copa de Campeones Árabe 2019-20
La Copa de Campeones Árabe 2019-20, llamado Copa de Campeones Mohammed VI 2019/20 (en árabe: كأس محمد السادس للأندية الأبطال 2019–20‎), fue la 29.ª edición del torneo de fútbol a nivel de clubes del mundo árabe organizado por la UAFA y que contó con la participación de 38 equipos.
El Raja Casablanca de Marruecos venció a Al-Ittihad de Arabia Saudita en la final jugada en Rabat para ganar su segundo título de la competición en una final que se postergó un año por la pandemia de Covid-19.

## Ronda preliminar

### Grupo A
| Pos. | Equipo         | Pts. | PJ | G | E | P | GF | GC | Dif. | Clasificación |     | RSC | IRT | ZSC | HOR |
| ---- | -------------- | ---- | -- | - | - | - | -- | -- | ---- | ------------- | --- | --- | --- | --- | --- |
| 1    | Al-Riffa       | 9    | 3  | 3 | 0 | 0 | 8  | 0  | +8   | Primera Ronda |     | —   |     |     | 5–0 |
| 2    | Ittihad Tanger | 6    | 3  | 2 | 0 | 1 | 9  | 3  | +6   |               |     | 0–2 | —   | 3–0 |     |
| 3    | Al-Zawraa      | 3    | 3  | 1 | 0 | 2 | 2  | 4  | −2   |               | 0–1 |     | —   | 2–0 |     |
| 4    | Horseed        | 0    | 3  | 0 | 0 | 3 | 1  | 13 | −12  |               |     | 1–6 |     | —   |     |

 Fuente: Goalzz
Criterios de clasificación: 1) Puntos; 2) Gol diferencia; 3) Goles anotados.

### Grupo B
| Pos. | Equipo                | Pts. | PJ | G | E | P | GF | GC | Dif. | Clasificación |     | JSS | CAB | TEL | FOM |
| ---- | --------------------- | ---- | -- | - | - | - | -- | -- | ---- | ------------- | --- | --- | --- | --- | --- |
| 1    | JS Saoura             | 9    | 3  | 3 | 0 | 0 | 7  | 0  | +7   | Primera Ronda |     | —   |     | 1–0 |     |
| 2    | CA Bizertin           | 6    | 3  | 2 | 0 | 1 | 10 | 1  | +9   |               |     | 0–1 | —   | 3–0 |     |
| 3    | ASAS Djibouti Télécom | 3    | 3  | 1 | 0 | 2 | 3  | 6  | −3   |               |     |     | —   | 3–2 |     |
| 4    | Fomboni               | 0    | 3  | 0 | 0 | 3 | 2  | 15 | −13  |               | 0–5 | 0–7 |     | —   |     |

 Fuente: Goalzz
Criterios de clasificación: 1) Puntos; 2) Gol diferencia; 3) Goles anotados.

## Primera ronda
| Equipo 1          | Agr.    | Equipo 2              | Ida | Vuelta |
| ----------------- | ------- | --------------------- | --- | ------ |
| Al-Quwa Al-Jawiya | 4–2     | Al-Salmiya            | 3–1 | 1–1    |
| Shabab Al-Ordon   | 3–1     | Étoile du Sahel       | 2–1 | 1–0    |
| Al-Jaish          | 1–2     | FC Nouadhibou         | 1–1 | 0–1    |
| Al-Merrikh        | 1–3     | Wydad Casablanca      | 1–1 | 0–2    |
| Ismaily           | 4–3     | Al-Ahly Benghazi      | 4–2 | 0–1    |
| Al-Nasr           | 1–4     | Al-Jazira             | 0–1 | 1–3    |
| Al-Wasl           | 3–2     | Al-Hilal              | 2–0 | 1–2    |
| Al-Arabi          | 0–3     | Al-Ittihad Alexandria | 0–1 | 0–2    |
| Olympic Safi      | 2–1     | Al-Riffa              | 1–1 | 1–0    |
| Nejmeh            | 1–3     | Espérance de Tunis    | 1–1 | 0–2    |
| MC Alger          | 2–1     | Dhofar                | 1–0 | 1–1    |
| Al-Kuwait         | 3–3 (a) | Al-Shorta             | 3–1 | 0–2    |
| Raja Casablanca   | 3–0     | Hilal Al-Quds         | 1–0 | 2–0    |
| JS Saoura         | 1–5     | Al-Shabab             | 1–3 | 0–2    |
| CS Constantine    | 3–3 (a) | Al-Muharraq           | 3–1 | 0–2    |
| Al-Ittihad Jeddah | 3–0     | Al-Ahed               | 3–0 | 0–0    |

## Segunda ronda
| Equipo 1              | Agr.        | Equipo 2           | Ida | Vuelta |
| --------------------- | ----------- | ------------------ | --- | ------ |
| Al-Quwa Al-Jawiya     | 0–0 (2–4 p) | MC Alger           | 0–0 | 0–0    |
| Al-Ittihad Alexandria | 3–0         | Al-Muharraq        | 2–0 | 1–0    |
| Al-Shabab             | 2–1         | Shabab Al-Ordon    | 1–0 | 1–1    |
| Raja Casablanca       | 5–5 (a)     | Wydad Casablanca   | 1–1 | 4–4    |
| FC Nouadhibou         | 0–6         | Al-Shorta          | 0–1 | 0–5    |
| Ismaily               | 4–0         | Al-Jazira          | 2–0 | 2–0    |
| Olympic Safi          | 2–2 (4–2 p) | Espérance de Tunis | 1–1 | 1–1    |
| Al-Wasl               | 1–4         | Al-Ittihad Jeddah  | 1–2 | 0–2    |

## Cuartos de final
| Equipo 1              | Agr.    | Equipo 2        | Ida | Vuelta |
| --------------------- | ------- | --------------- | --- | ------ |
| Al-Shabab             | 7–0     | Al-Shorta       | 6–0 | 1–0    |
| Al-Ittihad Jeddah     | 2–1     | Olympic Safi    | 1–1 | 1–0    |
| Al-Ittihad Alexandria | 0–1     | Ismaily         | 0–1 | 0–0    |
| MC Alger              | 2–2 (a) | Raja Casablanca | 1–2 | 1–0    |

## Semifinales
| Equipo 1  | Agr. | Equipo 2          | Ida | Vuelta |
| --------- | ---- | ----------------- | --- | ------ |
| Al-Shabab | 3–4  | Al-Ittihad Jeddah | 2–2 | 1–2    |
| Ismaily   | 1–3  | Raja Casablanca   | 1–0 | 0–3    |

## Final
| 21 de agosto de 2021 | Al-Ittihad Jeddah                                                | 4–4 (3–4 p.)               | Raja Casablanca                                        | Prince Moulay Abdellah Stadium, Rabat, Marruecos        |                                                         |
|                      | - Bruno Henrique 4' - Romarinho 28' (pen.) 53' 64' (pen.)        | Reporte                    | - Haddad 5' - Benhalib 13' - Wardi 37' - S. Rahimi 50' | Asistencia: 0 espectadores Árbitro(s): Mahmoud El Banna | Asistencia: 0 espectadores Árbitro(s): Mahmoud El Banna |
|                      |                                                                  | Tiros desde el punto penal |                                                        |                                                         |                                                         |
|                      | - Bruno Henrique - Romarinho - Coronado - Al-Muwallad - Al-Malki |                            | - S. Rahimi - Zrida - Madkour - Hafidi - Arjoune       |                                                         |                                                         |

## Campeón
|                                    |
| Bandera de Marruecos               |
| Campeón Raja Casablanca 2.º título |